# Мала Франкова
Мала Франкова (слч. Malá Franková) насељено је мјесто са административним статусом сеоске општине (слч. obec) у округу Кежмарок, у Прешовском крају, Словачка Република.

## Становништво
| Година:    | 1994. | 2004.   | 2014.   | 2024.   |
| ---------- | ----- | ------- | ------- | ------- |
| Број људи: | 197   | 186     | 181     | 194     |
| Разлика:   |       | -5,58 % | -2,68 % | +7,18 % |

| Година:    | 2023. | 2024.   |
| ---------- | ----- | ------- |
| Број људи: | 189   | 194     |
| Разлика:   |       | +2,64 % |

Према подацима о броју становника из 2011. године насеље је имало 189 становника.